# Loretacris
Loretacris is een geslacht van rechtvleugeligen uit de familie veldsprinkhanen (Acrididae). De wetenschappelijke naam van dit geslacht is voor het eerst geldig gepubliceerd in 1987 door Amédégnato & Poulain.

## Soorten
Het geslacht Loretacris  is monotypisch en omvat slechts de volgende soort:
- Loretacris fascipes (Amédégnato & Poulain, 1987)